# Boeing 767
Boeing 767 - семейство двухдвигательных средне- и дальне-магистральных широкофюзеляжных авиалайнеров, разработанных и производимых компанией Boeing Commercial Airplanes. Самолет был запущен по программе 7X7 14 июля 1978 года, первый полет опытного образца состоялся 26 сентября 1981 года, а сертифицирован 30 июля 1982 года. Производился американской компанией «Boeing» с 1981 года. Ныне производство подходит к концу.

## История

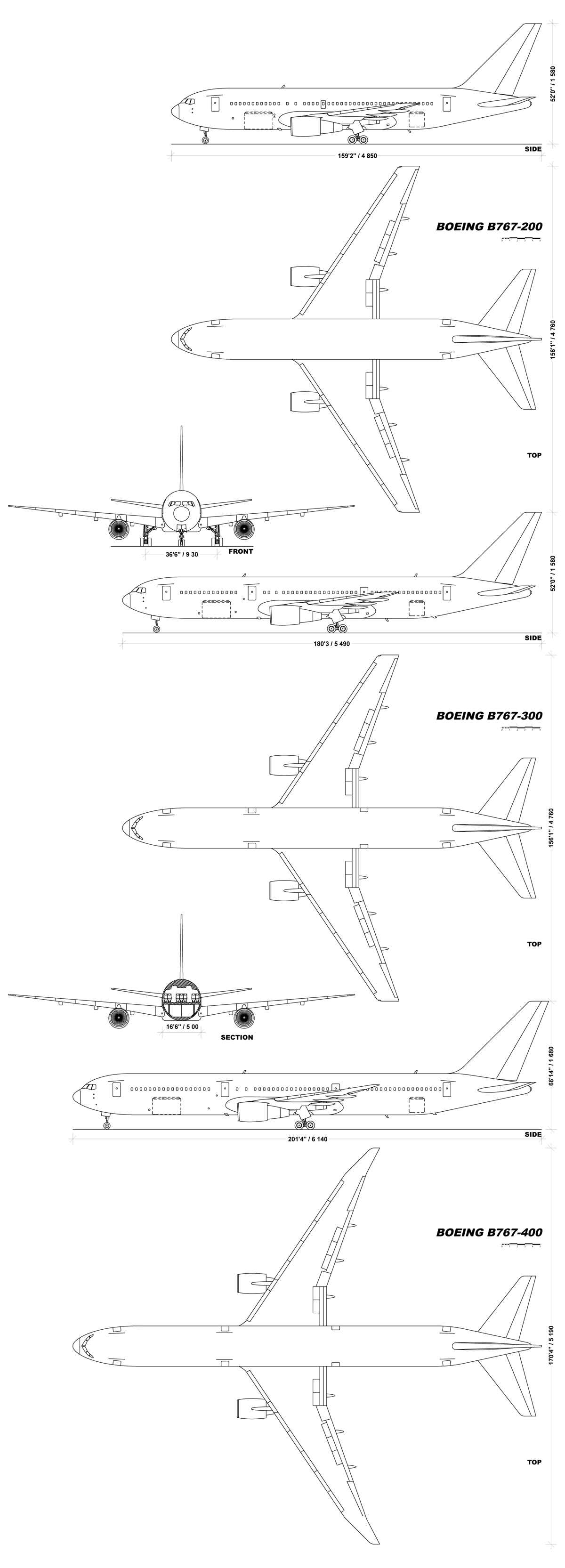
Boeing 767 в трёх проекциях

Разработка экономичного двухмоторного реактивного авиалайнера, предназначенного для обслуживания линий средней и дальней протяжённости, началась в 1978 году, когда авиакомпания United Airlines проявила заинтересованность в машине такого класса и разместила заказ на покупку сразу 30 самолётов. Первый Boeing 767, до сих пор находящийся во владении Boeing, был построен и вышел за ворота завода в Эверетте, штат Вашингтон, 14 августа 1981 года, и совершил первый полёт 26 сентября.
Разработка модели Boeing 767-300 началась в сентябре 1983 года. Эта модель имеет фюзеляж, который на 6,5 метра длиннее, чем у Boeing 767-200, что позволило увеличить количество пассажиров на 22 % (примерно 40 пассажиров) и количество перевозимого груза на 31 %.
За основными моделями последовали варианты с увеличенной дальностью полётов.

## Общие сведения
Размеры Boeing 767 между меньшими 757 и 737 MAX (с фюзеляжем обычных размеров) и более крупными широкофюзеляжными 787 и 777.
Применение новейших[каких?] технологий снизило эксплуатационные расходы и улучшило комфорт пассажиров до уровня, которого не было на то время ни в одном другом авиалайнере.
Конструкция 767 сочетает в себе высокую, в сравнении с моделью 747, эффективность использования топлива, гибкость в использовании, низкий уровень шума и современные системы авионики, включая полностью цифровую систему управления полётом. Для его создания использовались самые современные на тот момент материалы, такие как новые алюминиевые сплавы и различные композитные материалы.
Пассажирский салон с двумя проходами следует стандарту пространства и комфорта, который был установлен 747, первым широкофюзеляжным авиалайнером. Исследования мнений пассажиров показали, что компоновка посадочных мест, которая была применена в 767 (7 пассажирских сидений в ряду по схеме 2+3+2), по замыслу производителя, должна была понравиться коммерческим авиакомпаниям как более комфортабельная, в сравнении с альтернативными вариантами.
Салон 767 почти на 1,5 метра шире, чем салоны самолётов более ранних конструкций, и в результате он мог вместить около 224 пассажиров в стандартной компоновке с тремя классами салонов, однако имеется много возможностей по увеличению количества пассажирских мест. Например для чартерных рейсов существует вариант 767-300 с салоном одного класса, способный вместить до 325 пассажиров.
Для багажа и груза также было выделено предостаточно места: вариант 767-200 способен вместить до 86,9 м³ груза, а вариант 767-300 — 114,2 м³ соответственно, что было на 45 % больше, чем подобный показатель для 707 модели, и больше, чем у любого другого коммерческого авиалайнера этого класса.
По приблизительным оценкам, 767 перевёз 795 миллионов пассажиров и выполнил 4,8 миллионов коммерческих рейсов с того момента, когда он впервые вступил в строй 8 сентября 1982. Средняя продолжительность налётов за день для всех выпущенных машин составляет 10 часов.
В отличие от других широкофюзеляжных самолётов второго поколения — французских Airbus A300 и A310 и российского Ил-96, уже практически сошедших со сцены, Boeing 767 эксплуатируется достаточно активно, хоть производство пассажирских модификаций закончилось ещё в 2019 году. Сейчас Boeing 767 эксплуатируется преимущественно в США, в таких авиакомпаниях, как Delta Airlines, United Airlines, UPS Airlines и FedEx Express. Так как многие из выше перечисленных авиакомпаний стараются избавиться от своих пассажирских Boeing 767, сейчас 767-е часто оказываются на вторичном рынке.

## Модификации
Boeing 767 производился в трёх вариантах длины фюзеляжа. Длина самолёта постепенно росла по мере того, как начиналось производство моделей 767-200, 767-300 и 767-400ER. Фирма также предлагала модификации с большей дальностью полёта — 767-200ER и 767-300ER («ER» означает Extended Range, повышенная дальность). Грузовой вариант производился как грузовой самолёт на базе модели 300ER под обозначением 767-300F и конвертировался из пассажирских моделей 767-200 и 767-300.
При обозначении различных модификаций Boeing и авиакомпании-эксплуатанты часто соединяют название модели (767) и обозначение модификации (-200, −300 или −400) в один индекс (например, «762» или «763»). При этом обозначение дальности (ER) зачастую опускается. Система обозначения типа самолёта ИКАО предусматривает совмещение первой буквы названия производителя, индекс модели и обозначение модификации Boeing 767-200 обозначается B762, 767-300 — «B763», 767-400ER как «B764».

### 767-200

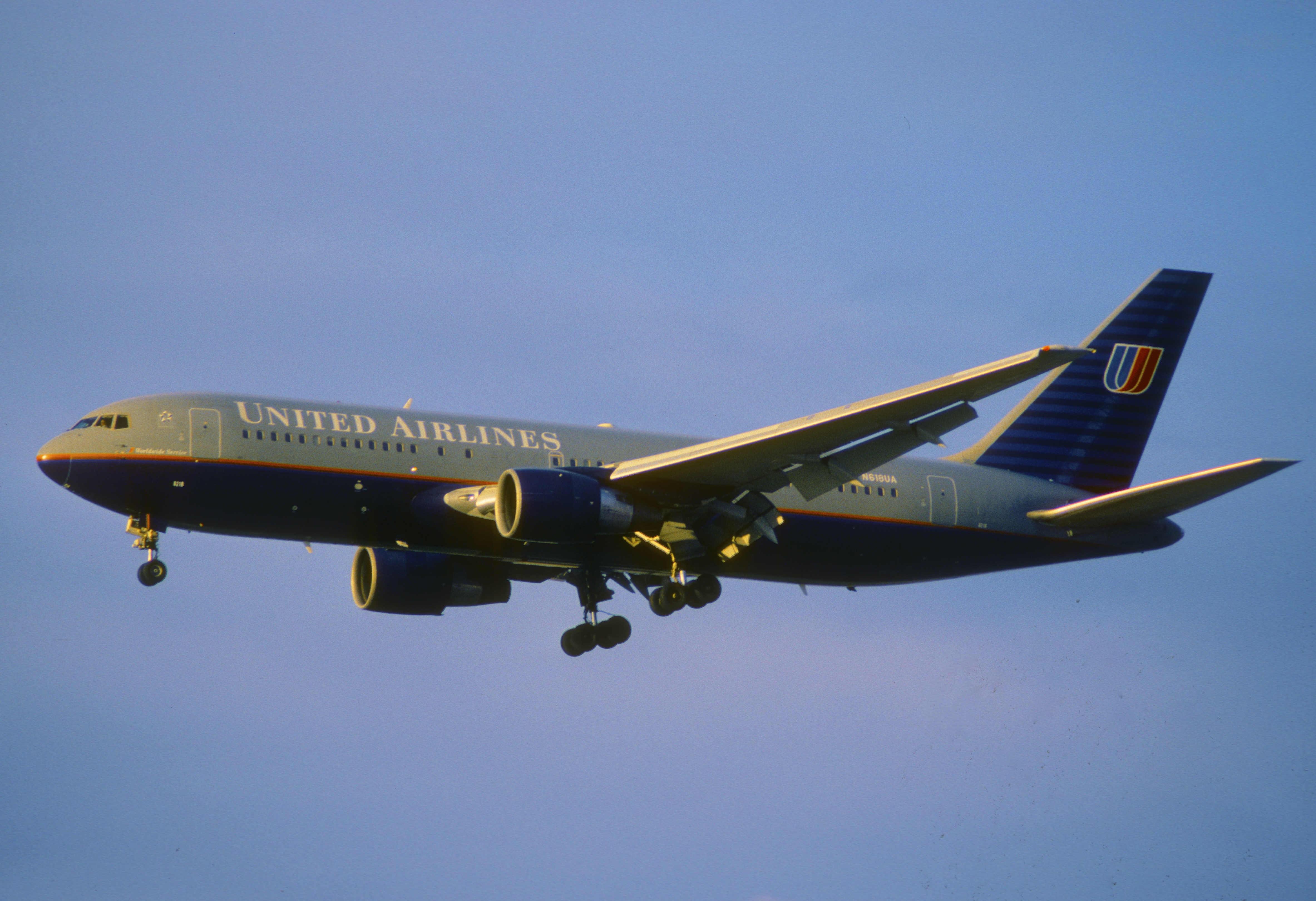
767-200 United Airlines

Первый вариант самолётов семейства Boeing 767, 767-200 начал создаваться в 1978 году и первая машина этой модификации приступила к коммерческим полётам в 1982 году, когда начала обслуживать линии авиакомпании United Airlines. С самого начала основными заказчиками этого самолёта выступали так же авиакомпании Delta Air Lines и American Airlines, которые использовали 767-200 в основном на внутренних линиях США, между крупнейшими аэропортами страны, например такими центрами как Нью-Йорк и Лос-Анджелес. Обычная компоновка пассажирского отсека 767-200 имела три салона, различающихся по классам с общим количеством посадочных мест — 181 или два салона с общим количеством мест — 224. Все стандартные модели 767-200 имели максимальное количество пассажирских мест в количестве 255, из-за ограничений которые накладывало количество и расположение аварийных выходов в самолёте. Заказчики имели возможность заказать модификацию с количеством посадочных мест 290, но это требовало установки дополнительной двери и размещения всех пассажиров в одном салоне с компоновкой кресел по формуле 2-4-2.
Некоторое количество 767-200 были впоследствии переоборудованы в соответствии со спецификацией 767-200ER. В 1998 году Boeing объявил о начале проекта по переделке 767-200 в грузовой вариант с названием 767-200SF, предназначенного для замены DC-8 на грузовых линиях. Всего за всё время было поставлено заказчикам 128 самолётов модификации 767-200, причём все предварительные заказы на самолёты этой серии были полностью выполнены. По состоянию на июль 2010 года в рабочем состоянии в различных авиакомпаниях оставалось 156 самолётов Boeing 767-200/-200ER/-200SF.
Основными конкурентами 767-200 были  Airbus A300B2 и Airbus A310-200.

### 767-200ER

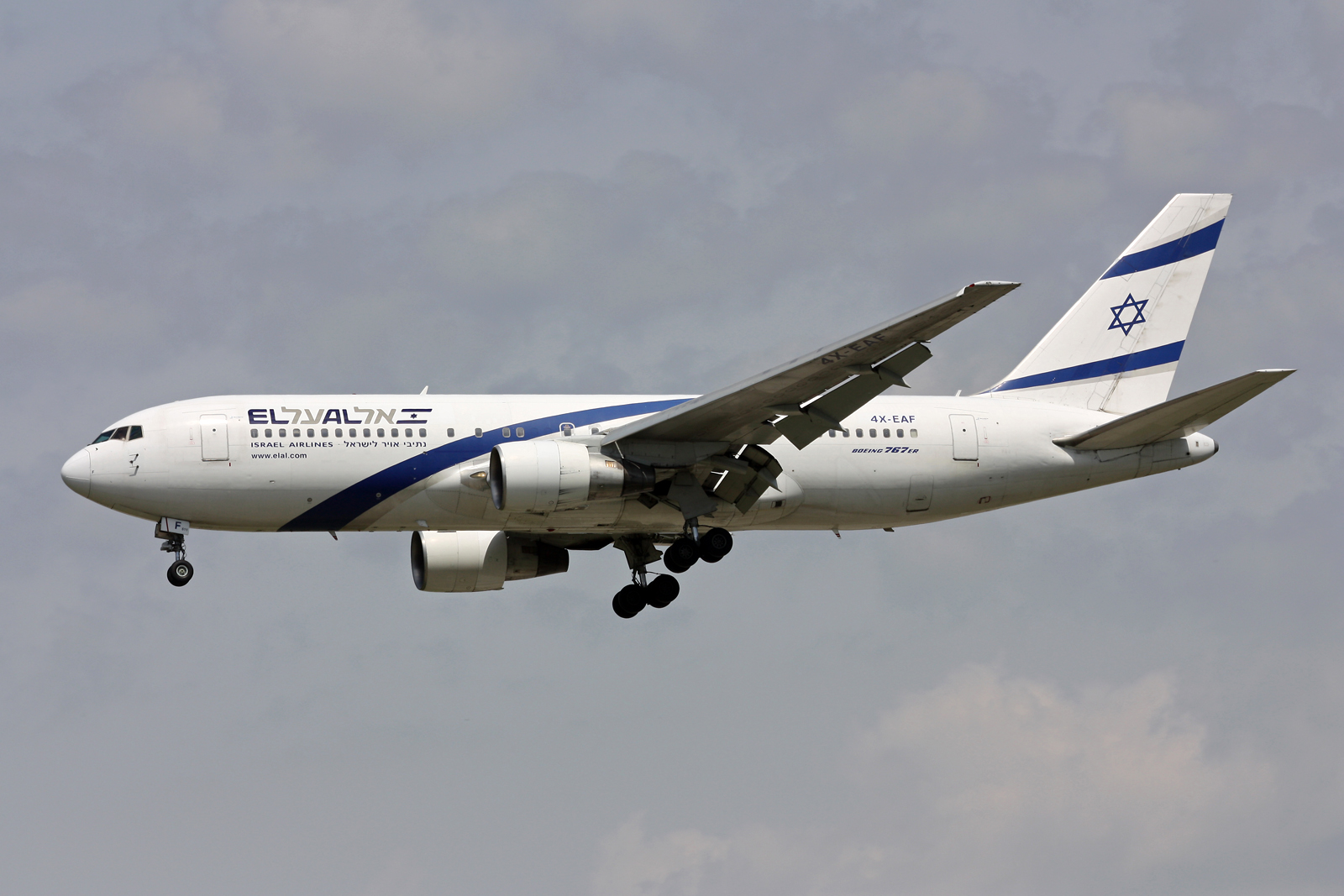
767-200ER El Al

Первый самолёт с расширенным, по сравнению с моделью 767-200, радиусом полётов, и получивший обозначение 767-200ER (Extended Range), был поставлен авиакомпании El Al в 1984 году. Модель 767-200ER стала довольно популярной среди небольших авиакомпаний, которые хотели получить широкофюзеляжный самолёт, способный летать на достаточно большие расстояния, но для которых не была нужна вместительность 747. 767-200ER стал первым самолётом в семействе 767, способным совершать беспосадочные трансатлантические полёты. 1 февраля 1985 года 767-200ER авиакомпании Trans World Airlines совершил первый для двухмоторного авиалайнера регулярный пассажирский трансатлантический рейс Бостон-Париж согласно правилам ETOPS-120, что позволило следовать коротким маршрутом над водой на большом удалении от близлежащего аэропорта. В результате полёта выяснилось, что часовой расход топлива оказался более чем на 3000 кг/час меньше, чем у Lockheed L-1011 TriStar на том же маршруте. Получение разрешения FAA на полёты ETOPS-120 для 767-200ER позволило многим авиакомпаниям отказаться от своих менее экономичных трёх и четырёх двигательных самолётов. В 1991 году количество пассажиров, перевезённых через Атлантический океан на Boeing 767, превысило количество перевезённых на трёх- и четырёхдвигательных авиалайнерах. 17 апреля 1988 года 767-200ER, принадлежащий авиакомпании Air Mauritius, установил рекорд дальности для реактивных самолётов с двумя двигателями, пролетев 16 162 километра между Галифаксом и Порт-Луи.
Всего авиакомпаниям было поставлено 121 767-200ER. Основным конкурентом этой модели является Airbus A310-300.

### 767-300

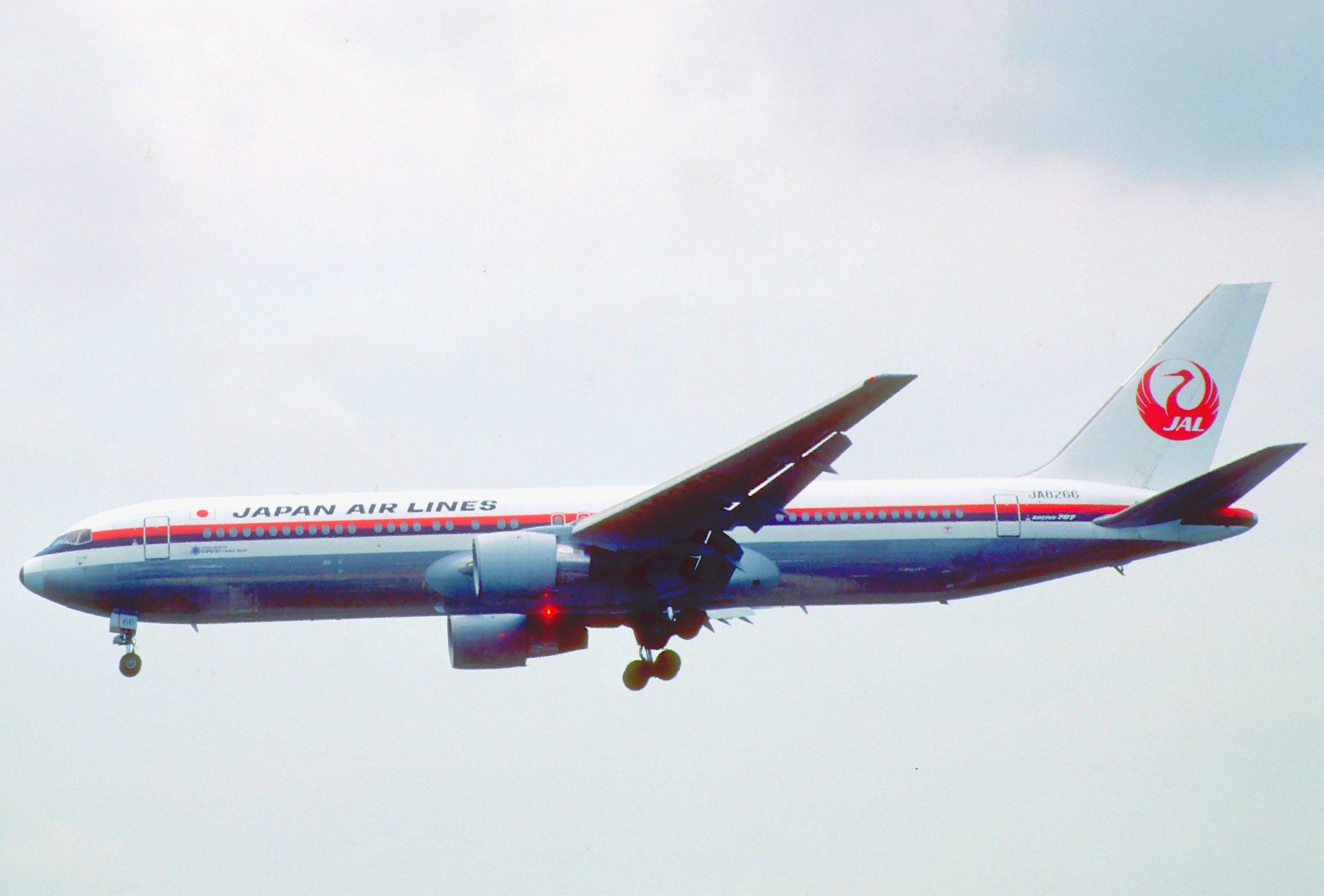
767-300 Japan Airlines

Модель Boeing 767-300, представляет собой удлинённый на 6,43 метра 767-200. Общая длина этой модели составляет 54,94 метра. Первый заказ на 767-300 поступил от авиакомпании Japan Airlines в 1983 году. Самолёт совершил свой первый полёт 30 января 1986 года и первая машина была передана заказчику 25 сентября того же года. Непосредственным конкурентом 767-300 является Airbus A330-200. Ожидается, что 767-300 будет постепенно заменяться по мере поступления нового самолёта Boeing 787-8. На данный момент было произведено и передано заказчикам 104 самолёта модели 767-300. Всего различных вариантов 767-300/-300ER/-300F по состоянию на июль 2010 года в различных авиакомпаниях насчитывалось 670 штук, что составляло примерно две трети от общего количества построенного за всё время выпуска.

### 767-300ER

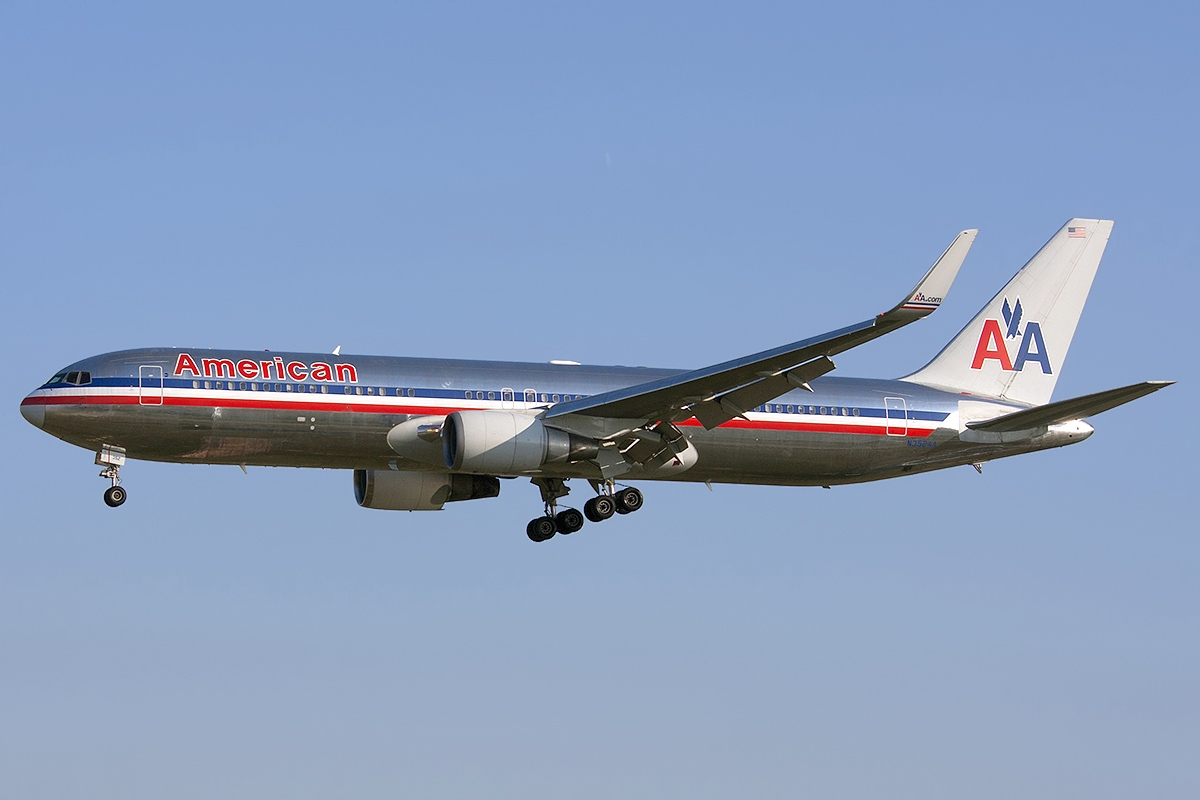
767-300ER American Airlines

Модификация 767-300ER представляет собой версию 767-300 с увеличенной дальностью полёта. Головным заказчиком стала авиакомпания American Airlines, получившая первые самолёты в 1988 году. В 1989 году American Airlines выполнила первый коммерческий рейс на двухдвигательном самолёте из континентальной части США в Гонолулу, это был первый в мире рейс сертифицированный по ETOPS-180. Большая дальность полёта достигнута увеличением объёма топлива на борту за счёт повышения максимальной взлётной массы до 185 тонн. К 1993 работы над совершенствованием конструкции самолёта позволили поднять МВМ до 187 тонн. На самолёт устанавливались двигатели Pratt & Whitney PW4000, General Electric CF6 или Rolls-Royce RB211. Типичными маршрутами для этой модификации стали Лос-Анджелес — Франкфурт, Москва — Пекин и т. п. Увеличенная пассажировместимость и большая дальность сделали −300ER самой популярной модификацией модели. На март 2014 года поставлено 582 самолёта и 1 заказ ещё не выполнен. На июль 2011 года авиакомпании эксплуатировали 511 самолётов этой модификации. У этой модификации нет прямых конкурентов, ведь Airbus A310-300 меньше, а Airbus A330-200 больше. Прямой заменой этой модификации стал Boeing 787-8.
Один из Boeing 767-300ER был приобретён известным российским бизнесменом Романом Абрамовичем для личного пользования. За характерную окраску самолёт получил прозвище «Бандит»(выставлен на продажу).

### 767-300F

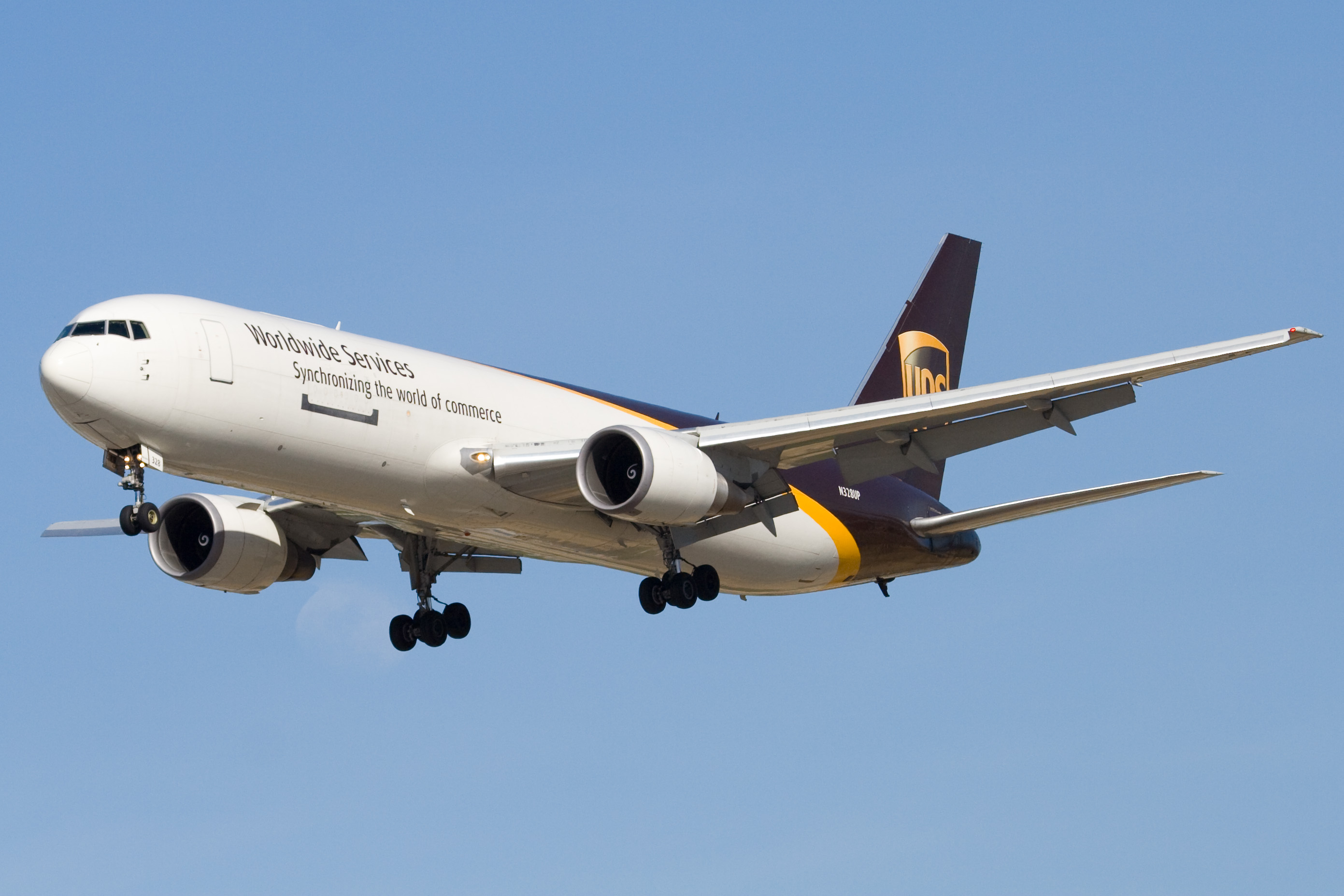
767-300F UPS Airlines

Модификация 767-300F является заводской грузовой версией 767-300ER. Головным заказчиком в 1995 году выступила компания UPS Airlines. 767-300F вмещает 24 стандартных поддонов размером 2200×3200 мм на верхней палубе и до 30 контейнеров LD2 на нижней. Общий объём перевозимого груза составляет 438 м³. Самолёт оснащён большим грузовым люком на верхней палубе, рядом с дверью для экипажа. Нижняя палуба загружается и разгружается через три двери — две с правой стороны и одна слева. Версия для основного рынка с бортовыми погрузочными и швартовочными устройствами, системой поддержания микроклимата и отсеками для отдыха экипажа была впервые поставлена авиакомпании Asiana Airlines 23 августа 1996 года. На март 2014 года было поставлено 88 самолётов модификации 767-300F. На июль 2011 года 59 из них находились в коммерческой эксплуатации.
В 2008 году в Пайя Лепар, Сингапур, компания ST Aerospace Services начала программу конверсии пассажирских 767-300 в грузовые под названием 767 PTF (Passenger To Freighter — «пассажирский в грузовой»). Подобные программы конверсии Boeing 767 в грузовую модификацию также предлагают компании Israel Aerospace Industries и Wagner Aeronautical.

### 767-400ER

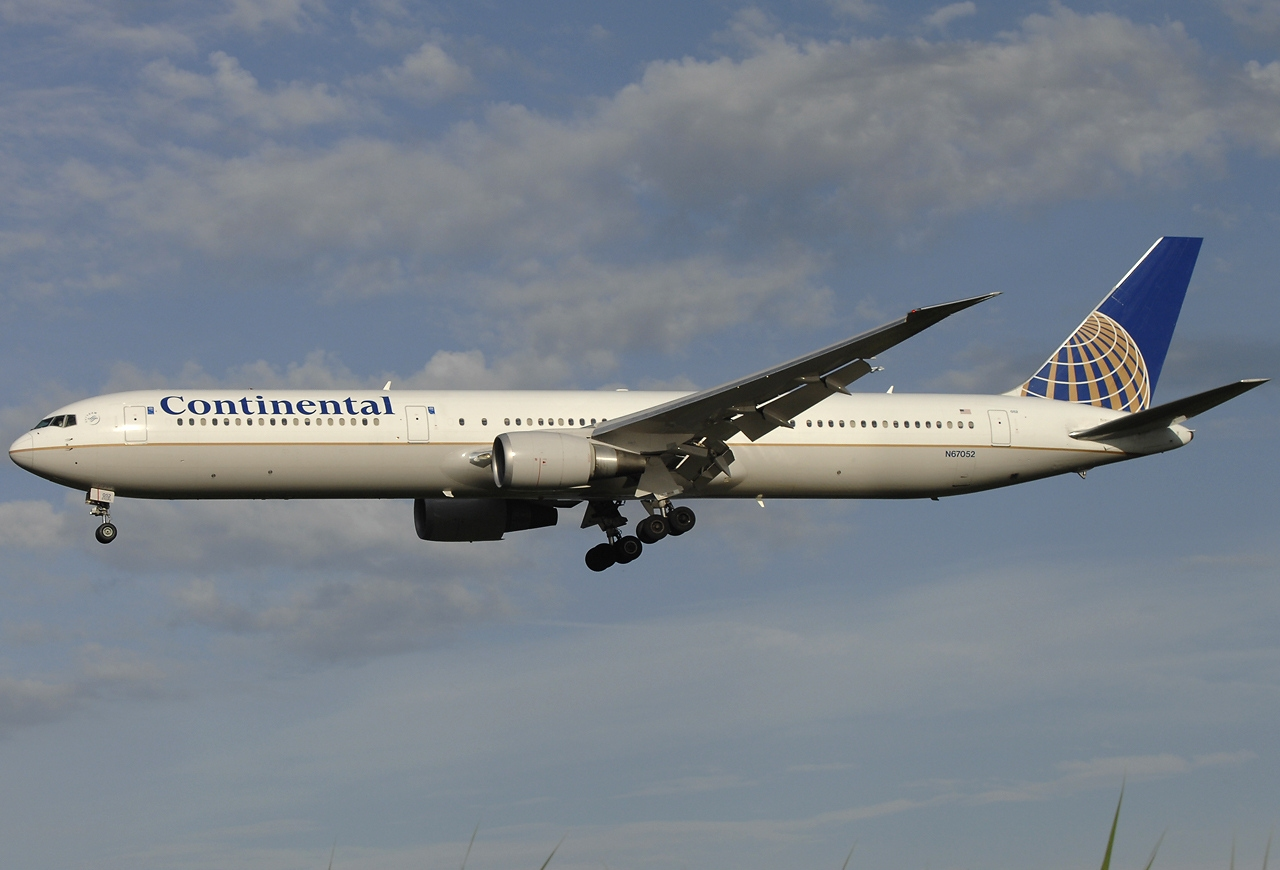
767-400ER Continental Airlines

Модификация 767-400ER стала результатом второго удлинения фюзеляжа базовой модели. Головным заказчиком стала авиакомпания Continental Airlines в 2000 году. Модификация на 6,43 м длиннее модификации 767-300 и имеет длину 61,4 м. Размах крыла увеличен на 4,36 м за счёт более длинных и скошенных законцовок - теперь вместо больших винглетов установили "гребневые" законцовки крыла. Кроме этого, было внедрено новое пилотажное оборудование, пересмотрена конструкция шасси и установлен интерьер салона Signature Interior, впервые появившийся на Boeing 777. Авионика, и соответственно, кабина пилотов также была унифицирована с Boeing 777. На самолёте устанавливаются двигатели Pratt & Whitney PW4000 или General Electric CF6 повышенной мощности.
Федеральное авиационное агентство США (FAA) сертифицировало 767-400ER по правилам ETOPS 180 ещё до начала эксплуатации. Такая сертификация позволяет эксплуатировать самолёт на авиатрассах, находящихся не более чем в 180 минутах полёта от запасных аэродромов. Запас топлива не был увеличен, поэтому дальность полёта модификации 767-400ER меньше, чем у −300, и составляет 10 418 км. В 2000 году предлагалась модификация 767-400ERX с увеличенной дальностью полёта, однако спустя год она была убрана из прейскуранта производителя. Авиакомпании Continental Airlines и Delta Air Lines были единственными корпоративными заказчиками модификации и получили 37 самолётов. На март 2014 года все они находятся в эксплуатации. Ещё один экземпляр был произведён для военных и позднее был передан частному заказчику. Ближайшим конкурентом этой модификации является Airbus A330-200. Прямой заменой этой модификации является Boeing 787-9.

## Военные модификации
На базе Boeing 767 был создан Boeing KC767 - универсальный дальний самолёт-топливозаправщик. Он получил фюзеляж с длиной между 767-200 и 767-300 - 50,5 м. KC767 победил в тендере KC-X над Airbus A330MRTT. Самолёт принят на вооружение под официальным наименованием Boeing KC-46 Pegasus - на замену устаревшему парку из KC-135 Stratotanker и KC-10 Extender.
Также, на базе модели 767 по заказу ВВС США были разработаны, но не пошли в серию следующие варианты военных самолётов:
- универсальный средний военно-транспортный самолёт
- самолёт дальнего радиолокационного обнаружения и управления (2 машины для Воздушных сил самообороны Японии)
- самолёт боевого управления и целеуказания (1 машина для ВВС США)

Для этих целей в конструкцию 767-300F были внесены соответствующие изменения под размещение соответствующего оборудования или электронной аппаратуры, либо наоборот, высвобождение пространства под перевозку военных грузов.

## Лётно-технические характеристики
- Boeing 767 — двухмоторный турбовентиляторный низкоплан со стреловидным крылом и однокилевым оперением.
- Расход топлива — 6000 кг в час при максимальной коммерческой загрузке.

|                            | 767-200 | 767-200ER | 767-300 | 767-300ER | 767-300F | 767-400ER |
| -------------------------- | --- | --- | --- | --- | --- | --- |
| Длина                      | 48,51 м | 48,51 м | 54,94 м | 54,94 м | 54,94 м | 61,4 м |
| Размах крыла               | 47,57 м | 47,57 м | 47,57 м | 47,57 м | 47,57 м | 51,9 м |
| Пассажировместимость, чел. | 181 (3 класса) 214 (2 класса) 255 (максимум) | 181 (3 класса) 214 (2 класса) 255 (максимум) | 218 (3 класса) 269 (2 класса) 290 (максимум) | 218 (3 класса) 269 (2 класса) 290 (максимум) | — | 245 (3 класса) 304 (2 класса) 375 (максимум) |
| Груз                       | 81,4 м³ | 81,4 м³ | 106,8 м³ | 106,8 м³ | 454 м³ | 129,6 м³ |
| Макс. взлётная масса       | 142 880 кг | 179 170 кг | 158 760 кг | 186 880 кг | 186 880 кг | 204 120 кг |
| Масса пустого              | 80 130 кг | 82 380 кг | 86 070 кг | 90 010 кг | 86 180 кг | 103 870 кг |
| Дальность                  | 9400 км | 12 200 км | 9700 км | 11 305 км | 6050 км | 10 450 км |
| Крейсерская скорость       | M=0,80 (851 км/ч) | M=0,80 (851 км/ч) | M=0,80 (851 км/ч) | M=0,80 (851 км/ч) | M=0,80 (851 км/ч) | M=0,80 (851 км/ч) |
| Двигатели                  | Два турбовентиляторных двигателя General Electric CF6-80A (ранние 767-200 и 767-300 кроме ER) и CF6-80C2 (обычно 65 000 lbf) или Pratt & Whitney PW4062 (обычно 63 000 lbf); также Rolls-Royce RB211 (обычно 60 000 lbf) | Два турбовентиляторных двигателя General Electric CF6-80A (ранние 767-200 и 767-300 кроме ER) и CF6-80C2 (обычно 65 000 lbf) или Pratt & Whitney PW4062 (обычно 63 000 lbf); также Rolls-Royce RB211 (обычно 60 000 lbf) | Два турбовентиляторных двигателя General Electric CF6-80A (ранние 767-200 и 767-300 кроме ER) и CF6-80C2 (обычно 65 000 lbf) или Pratt & Whitney PW4062 (обычно 63 000 lbf); также Rolls-Royce RB211 (обычно 60 000 lbf) | Два турбовентиляторных двигателя General Electric CF6-80A (ранние 767-200 и 767-300 кроме ER) и CF6-80C2 (обычно 65 000 lbf) или Pratt & Whitney PW4062 (обычно 63 000 lbf); также Rolls-Royce RB211 (обычно 60 000 lbf) | Два турбовентиляторных двигателя General Electric CF6-80A (ранние 767-200 и 767-300 кроме ER) и CF6-80C2 (обычно 65 000 lbf) или Pratt & Whitney PW4062 (обычно 63 000 lbf); также Rolls-Royce RB211 (обычно 60 000 lbf) | Два турбовентиляторных двигателя General Electric CF6-80A (ранние 767-200 и 767-300 кроме ER) и CF6-80C2 (обычно 65 000 lbf) или Pratt & Whitney PW4062 (обычно 63 000 lbf); также Rolls-Royce RB211 (обычно 60 000 lbf) |

## Аварии и катастрофы
По состоянию на 31 октября 2020 года в общей сложности в результате катастроф и серьёзных аварий были потеряны 19 самолётов Boeing 767. Boeing 767 пытались угнать 7 раз, при этом погибли 282 человека. Всего в этих происшествиях погибли 857 человек.
Одним из знаменитых Boeing 767 стал так называемый «Планёр Гимли» — самолёт, который пролетел абсолютно без топлива более 120 километров, снижаясь с высоты 8500 метров и совершил вполне успешную посадку, при которой никто серьёзно не пострадал, а самолёт получил незначительные повреждения и впоследствии был восстановлен для дальнейшей эксплуатации (уже через 2 дня после проведённого ремонта на месте смог улететь своим ходом).
| Дата       | Бортовой номер | Место происшествия      | Жертвы     | Краткое описание |
| ---------- | -------------- | ----------------------- | ---------- | --- |
| 23.07.1983 | C-GAUN         | Манитоба                | 0/69       | Закончилось топливо и остановились оба двигателя. После продолжительного планирования лайнер успешно приземлился на закрытой военной базе Гимли.                       |
| 22.08.1987 | N609TW         | Белвилл                 | 0/181      | Приземлился с полностью убранной правой стойкой шасси. |
| 06.11.1987 | н.д.           | Сан-Франциско           | 0/3        | Попытка захвата. |
| xx.02.1991 | 9K-AIB         | Мосул                   | 0/0        | Захвачен у Кувейта, уничтожен во время «Бури в пустыне». |
| xx.02.1991 | 9K-AIC         | Мосул                   | 0/0        | Захвачен у Кувейта, уничтожен во время «Бури в пустыне». |
| 09.03.1991 | ZK-NBC         | Нанди                   | 0/163      | Выкатился за пределы ВПП, носовая часть получила повреждения. |
| 26.05.1991 | OE-LAV         | Данчанг                 | 223/223    | Упал с эшелона. Левый двигатель перешёл в реверс. |
| 16.01.1992 | HL7264         | Чеджу                   | 0/н.д.     | Незначительные повреждения фюзеляжа при посадке. |
| 24.06.1992 | D-ABUZ         | н.д.                    | 0/263      | Из-за ошибок экипажа зацепил гору и лишился части крыла. Самолёт совершил посадку в аэропорту вылета.                                                                  |
| 27.10.1992 | N39365         | Сан-Паулу               | 0/205      | После посадки произошла поломка носовой стойки шасси. |
| 06.04.1993 | N767TA         | Гватемала               | 0/236      | Вылетел за пределы ВПП при посадке на большой скорости. |
| 10.08.1993 | н.д.           | Тайбэй                  | 0/150      | Попытка угона. |
| 31.12.1993 | SP-LPA         | Варшава                 | 0/74+      | При посадке с сильным ветром приземлился за считанные метры до торца ВПП.                                                                                              |
| 16.09.1995 | N172DN         | Гамбург                 | 0/224      | Во время руления к ВПП правая стойка шасси неожиданно разрушилась. |
| 25.07.1996 | н.д.           | Эс-Сения                | 0/232      | Был захвачен незадолго до отправления. После 4 часов переговоров угонщик сдался полиции.                                                                               |
| 23.11.1996 | ET-AIZ         | Нгазиджа                | 125/175    | Захвачен террористами, потребовавшими лететь в Австралию. Исчерпав топливо, самолёт совершил аварийную посадку в 500 метрах от побережья одного из Коморских островов. |
| 22.05.1997 | I-DEIL         | Ньюарк                  | 0/168      | Жёстко приземлился из-за неопытности КВС. Самолёт получил незначительные повреждения шасси.                                                                            |
| 06.09.1997 | C-FTCA         | Пекин                   | 0/209      | Совершил аварийную посадку после взрыва двигателя № 1. |
| 12.05.1998 | ET-AKW         | Каир                    | 0/141      | В момент отрыва от ВПП правым крылом срезал часть киля у Airbus A320. Самолёт совершил аварийную посадку.                                                              |
| 11.09.1998 | N316UP         | Хьюстон                 | 0/2        | Грузовой рейс. При посадке попал в тропический шторм «Фрэнсис», после посадки выкатился за пределы ВПП и врезался в грузовик.                                          |
| 31.10.1999 | SU-GAP         | Атлантический океан     | 217/217    | Пилот, ранее получивший дисциплинарные санкции, отключил двигатели и направил самолёт в пикирование. Комиссия Египта настаивает на версии отказа автопилота.           |
| 22.02.2000 | SU-GAO         | Хараре                  | 0/93       | При посадке в сложных погодных условиях выкатился за пределы ВПП и лишился двигателя № 1.                                                                              |
| 07.06.2000 | PP-VNN         | Сан-Паулу               | 0/191      | Во время разгона по ВПП взорвался двигатель № 2. |
| 19.09.2000 | S7-RGV         | Хошимин                 | 0/н.д.     | Разрушение верхней части фюзеляжа после жёсткой посадки. |
| 22.09.2000 | N654US         | Филадельфия             | 0/3        | При проверке после техобслуживания взорвался двигатель № 1. |
| 11.09.2001 | N334AA         | Нью-Йорк                | 1530+92/92 | Захвачен террористами. Врезался в Северную башню ВТЦ. |
| 11.09.2001 | N612UA         | Нью-Йорк                | 612+65/65  | Захвачен террористами. Врезался в Южную башню ВТЦ. |
| 11.09.2001 | N189DN         | Кливленд                | 0/155      | Подозревался в угоне. Совершил успешную вынужденную посадку в аэропорту Кливленда.                                                                                     |
| 22.12.2001 | N384AA         | Бостон                  | 0/197      | Попытка взрыва. Террорист спрятал взрывное устройство в подошве ботинка.                                                                                               |
| 15.04.2002 | B-2552         | Пусан                   | 129/166    | При заходе на посадку врезался в склон горы из-за ошибок экипажа. |
| 13.05.2002 | C-GHML         | Торонто                 | 0/185      | При заходе на посадку произошёл пожар в грузовом отсеке. |
| 26.06.2002 | JA8254         | Симодзи                 | 0/3        | Разбился при тренировочном полёте. |
| 08.12.2002 | ZK-NBC         | Брисбен                 | 0/200      | Во время набора высоты разрушился двигатель № 1. |
| 07.08.2004 | CP-2425        | Санта-Крус-де-ла-Сьерра | 0/н.д.     | Разрушение верхней части фюзеляжа после жёсткой посадки. |
| 22.05.2005 | C-GLMC         | Пунта-Кана              | 0/318      | Авария произошла по той же причине, что и предыдущая. |
| 02.02.2006 | VH-OGH         | Мельбурн                | 0/166      | Во время руления повредил горизонтальный хвостовой стабилизатор, который левым крылом зацепил Boeing 747-400.                                                          |
| 02.06.2006 | N330AA         | Лос-Анджелес            | 0/0        | Пожар двигателя в ходе наземного обслуживания. |
| 28.06.2008 | N799AX         | Сан-Франциско           | 0/2        | Пожар на борту стоящего самолёта. Списан. |
| 20.04.2009 | CN-RNT         | Нью-Йорк                | 0/220      | Жёсткая посадка. Получил существенные повреждения, но был восстановлен.                                                                                                |
| 03.10.2010 | G-OOBK         | Бристоль                | 0/270      | Жёсткая посадка. |
| 14.07.2011 | N185DN         | Бостон                  | 0/214      | Во время руления крылом срезал стабилизаторы у CRJ 900. |
| 01.11.2011 | SP-LPC         | Варшава                 | 0/231      | Из-за отказа гидросистем не вышли шасси, совершил посадку «на брюхо».                                                                                                  |
| 20.06.2012 | JA610A         | Токио                   | 0/193      | Получил повреждения стойки шасси при посадке. |
| 16.04.2013 | XA-TOJ         | Барахас                 | 0/163      | Из-за неверного расчёта скорости при взлёте зацепил хвостом ВПП, салон перестал быть герметичным, самолёт вернулся в аэропорт вылета. Списан.                          |
| 05.07.2014 | VQ-BSX         | Барселона               | 0/н.д.     | Во время захода на посадку на полосу выехал A340, с которым он едва не столкнулся.                                                                                     |
| 29.10.2015 | N251MY         | Форт-Лодердейл          | 0/101      | При выруливании на взлётно-посадочную полосу двигатель самолёта загорелся из-за утечки топлива.                                                                        |
| 28.10.2016 | N345AN         | Чикаго                  | 0/161      | Прерванный взлёт. Сгорел в результате пожара двигателя № 2. Списан. |
| 21.12.2016 | VQ-BSY         | Екатеринбург            | 0/345      | Прерванный взлёт.. |
| 23.02.2019 | N1217A         | Анауак                  | 3/3        | Грузовой рейс. Ошибка экипажа (потеря пространственной ориентировки у второго пилота)                                                                                  |
| 25.09.2019 | VP-BUV         | Барнаул                 | 0/344      | Повреждение шасси при посадке. Причины уточняются. |
| 28.08.2020 | N423AX         | Бухарест                | 0/н.д      | После посадки сломалась левая основная стойка шасси. Самолёт прилетел из Кабула в Бухарест, а после заправки должен был направиться в Вашингтон.                       |
| 17.06.2021 | VP-BMC         | / Симферополь           | 0/284      | После посадки во время руления частично выкатился за пределы полосы на спланированную часть лётного поля.                                                              |
| 04.02.2023 | RA-73034       | Пхукет                  | 0/н.д      | Прерванный взлёт. Помпаж двигателя |
| 05.04.2024 | RA-73078       | Пхукет                  | 0/н.д      | Прерванный взлёт. Задымление в салоне |